# Plusia striatella
Plusia striatella là một loài bướm đêm trong họ Noctuidae.